# Torneo Interbritannico 1950
Il Torneo Interbritannico 1950 fu la cinquantacinquesima edizione del torneo di calcio conteso tra le Home Nations dell'arcipelago britannico. Il torneo fu vinto dall'Inghilterra.

## Qualificazioni mondiali
Questa edizione del Torneo Interbritannico valse anche come gruppo di qualificazione al campionato mondiale di calcio 1950 in Brasile. La FIFA offrì due posti per il mondiale sudamericano che sarebbero dovuti andare alla prima e alla seconda classificata. Scozia e Inghilterra si assicurarono la qualificazione con un turno d'anticipo, sennonché la federazione scozzese annunciò che la sua Nazionale sarebbe andata in Brasile solo se si fosse laureata campione britannica. Nell'ultimo incontro, giocato all'Hampden Park di Glasgow, l'Inghilterra vinse 1-0 con un goal di Roy Bentley («l'uomo che rubò Rio de Janeiro alla Scozia») e coerentemente la Scozia rimase a casa, perdendo l'occasione di partecipare alla sua prima Coppa del Mondo. Il posto della Scozia fu poi offerto alla Francia, seconda nel gruppo 3, e all'Irlanda, seconda nel gruppo 5, ma entrambe le nazionali declinarono l'invito. La FIFA decise così di non assegnare quel posto a nessuna nazionale.

## L'ultima Irlanda Unita
Questo torneo segnò la fine della Nazionale dell'Irlanda Unita ovvero della Nazionale che rappresentava tutta l'isola dell'Irlanda che era politicamente divisa dal 1922. Inoltre, già dal 1924 esisteva la Nazionale dell'Irlanda che rappresentava la parte di isola divisa dal Regno Unito. La partita Galles-Irlanda giocata a Wrexham l'8 marzo 1950 rappresentò quindi una delle pagine più importanti del calcio irlandese e dopo questa partita, la Nazionale dell'Irlanda Unita fu sostituita dalla Nazionale dell'Irlanda del Nord.

## Risultati
| Data             | Luogo      | Squadra 1   | Risultato | Squadra 2   |
| ---------------- | ---------- | ----------- | --------- | ----------- |
| 1º ottobre 1949  | Belfast    | Irlanda     | 2 - 8     | Scozia      |
| 15 ottobre 1949  | Cardiff    | Galles      | 1 - 4     | Inghilterra |
| 9 novembre 1949  | Glasgow    | Scozia      | 2 - 0     | Galles      |
| 16 novembre 1949 | Manchester | Inghilterra | 9 - 2     | Irlanda     |
| 8 marzo 1950     | Wrexham    | Galles      | 0 - 0     | Irlanda     |
| 15 aprile 1950   | Glasgow    | Scozia      | 0 - 1     | Inghilterra |

## Classifica
| Squadra        | Pt | G | V | N | P | GF | GS |
| -------------- | -- | - | - | - | - | -- | -- |
| 1. Inghilterra | 6  | 3 | 3 | 0 | 0 | 14 | 3  |
| 2. Scozia      | 4  | 3 | 2 | 0 | 1 | 10 | 3  |
| 3. Galles      | 1  | 3 | 0 | 1 | 2 | 1  | 6  |
| 4. Irlanda     | 1  | 3 | 0 | 1 | 2 | 4  | 17 |